# Pirometalurgia
Pirometalurgia é o termo que designa os processos que utilizam de altas temperaturas (500°C a 2.000°C ) para realizar transformações físicas e químicas em minerais, minérios ou metais, a fim de extrair ou purificar metais, bem como produzir compostos e ligas.
O princípio da pirometalurgia é a aplicação de calor sobre materiais pouco reativos a fim de segregar o metal da ganga e impurezas, conforme os compostos dos minérios se tornam instáveis, inclusive em uma fase de gás (no caso de material volátil).

## Processos
O tipo de processo aplicável depende da avaliação do tipo de material e produto final desejado, bem como das questões ambientais e econômicas envolvidas.
Todos os processos pirometalurgicos utilizam calor proveniente da queima de combustíveis fósseis ou calor elétrico. Contudo, às vezes, a temperatura desencadeia reações exotérmicas nos materiais que podem fornecer calor suficiente para o processo, sendo chamado “autógeno” .

### Secagem
A secagem consiste no aquecimento do material em temperatura suficiente para eliminação de água e outros produto de baixo ponto de ebulição.

### Torrefação
A torrefação é o processo no qual o correm reações térmicas gás-sólido, incluindo a redução, oxidação, cloração, sulfatação e pirohidrólise. Uma reação comum é aquela em que o sulfureto metálico é aquecido até reagir com o oxigênio para formar óxido do metal sólido e gás dióxido de enxofre.

### Calcinação
A calcinação consiste na decomposição térmica de um material por meio de seu aquecimento sem atingir seu ponto de fusão, eliminando de produtos voláteis (como dióxido de carbono e água). Vários fornos podem ser utilizados neste processo, como fornos de eixo, fornos rotativos e reatores de leito fluidizado.

### Pirólise
Na pirólise ocorre uma ruptura da estrutura molecular original de um determinado composto pela ação do calor em um ambiente com pouco ou nenhum oxigênio. É um processo autógeno utilizado para resíduos metálicos que contenham matéria orgânica.

### Fundição
Na fundição o material é elevado acima de seu ponto de fusão e ocorre a redução química de óxidos e a fusão de resíduos metálicos. A queima de coque ou carvão vegetal (formas de carbono) liberta oxigênio do material na forma de dióxido de carbono, deixando o material mais refinado. 

### Refinamento
O refinamento consiste na remoção de impurezas dos materiais por meio de aquecimento. Uma vez que o termo “refino” também refere-se a certos processos eletrolíticos, alguns tipos de refinos pirometalúrgicos são referidos como “refino de fogo”.

### Liga
A liga consiste na combinação entre metais ou metais e não-metais por meio de altas temperaturas.

## Vantagens
Os processos pirometalúrgicos são geralmente mais baratos e mais indicados para produções em grande escala que os demais, em razão da rapidez de reação dos materiais à temperaturas elevadas (pequenas unidades podem atingir taxas de produção elevadas), facilidade em fundir e vaporizar produtos e separar fisicamente metais, e capacidade de realizar reações que seriam termodinamicamente impossíveis em baixa temperatura.

## Produtos
O processo de liga é comumente associado à produção de bronze, por meio da combinação de cobre e estanho.
A extração de ferro de minerais como a magnetita e hematita por meio de sua redução química é um exemplo importante de produto de processos pirometalúrgicos, assim como outros óxidos de elementos menos reativos, a exemplo do Cobre, Zinco, Crômio, Estanho e Manganês. Contudo, o ferro que resulta deste processo ainda contém muitas impurezas e necessita passar também pelo processo de refino para ajuste de sua composição.

Ocorre que a Pirometalurgia ainda podem provocar a redução e extrair metais reativos que não podem ser reduzidos a partir de soluções aquosas, como os metais alcalino-terrosos, zircônio, titânio, etc.